# Comuna Brusy
Comuna Brusy (poloneză gmina Brusy) este o comună rurbană din powiat-ul chojnicki, voievodatul Pomerania, din partea septentrională a Poloniei. Sediul administrativ este orașul Brusy. Conform datelor din 2006 comuna avea 13.021 de locuitori. Întreaga suprafață a comunei Brusy este 400,74 km².
În comuna sunt 23 de sołectwo-uri: Brusy-Jaglie, Brusy Wybudowanie, Czapiewice, Czarniż, Czarnowo, Czyczkowy, Gacnik, Główczewice, Huta, Kinice, Kosobudy, Leśno, Lubnia, Małe Chełmy, Małe Gliśno, Męcikał, Orlik, Przymuszewo, Rolbik, Skoszewo, Wielkie Chełmy, Zalesie și Żabno. Comuna învecinează cu două comune ale powiat-ului chojnicki (Chojnice și Czersk), două comune ale powiat-ului bytowski (Lipnica și Studzienice) și două comune ale powiat-ului kościerski (Dziemiany și Karsin).
Înainte de reforma administrativă a Poloniei din 1999, comuna Brusy a aparținut voievodatului Bydgoszcz.